# Corrado Cattani
Komisař Corrado Cattani je hlavní postavou italského více než 50dílného seriálu Chobotnice režiséra Damiana Damianiho, točeného v deseti sériích v letech 1984–2001 a pojednávajícího o boji proti sicilské mafii. V seriálu tuto postavu, vystupující do 4. série (1989), ztvárnil italský herec Michele Placido, v českém dabingu Jan Kanyza. 
Již od uvedení první série čelila italská televize Rai Uno i představitel hlavní role mnoha výhrůžkám od mafiánských organizací, a proto další série byly točeny převážně na utajených místech v zahraničí. V posledním díle 4. série mafie zvítězila nad spravedlností a komisaře Cattaniho zabila. Tento závěr vzbudil mimořádný ohlas diváků z celého světa. Michele Placido však roli v dalších sériích odmítl a pokračování seriálu bez něj bylo výrazně méně úspěšné. 
Autorem námětu filmu byl Sandro Petraglia. Skutečnými předlohami postavy Cattaniho mohli být mimo jiné italští prokurátoři Rocco Chinnici, Giovanni Falcone či Paolo Borsellino, kteří se stali symboly boje proti italské Cosa Nostra. Všichni tři byli mafií zavražděni (Chinnici v roce 1983, Falcone v květnu 1992 a Borsellino v červenci 1992), zatímco Cattaniho mafie nechá zastřelit ve finální scéně 4. série seriálu Chobotnice, natočené roku 1989.

## Ohlas ve hře Městečko Palermo
Jméno inspektora Cattaniho se objevuje (někdy i v počeštěných verzích jako Korado Katani, Korádo Katány atd.) v rozšířené dětské společenské hře známé například pod názvy Městečko Palermo, Městečko Palermo usíná nebo Mafie.